# Pfarrkirche Bürserberg

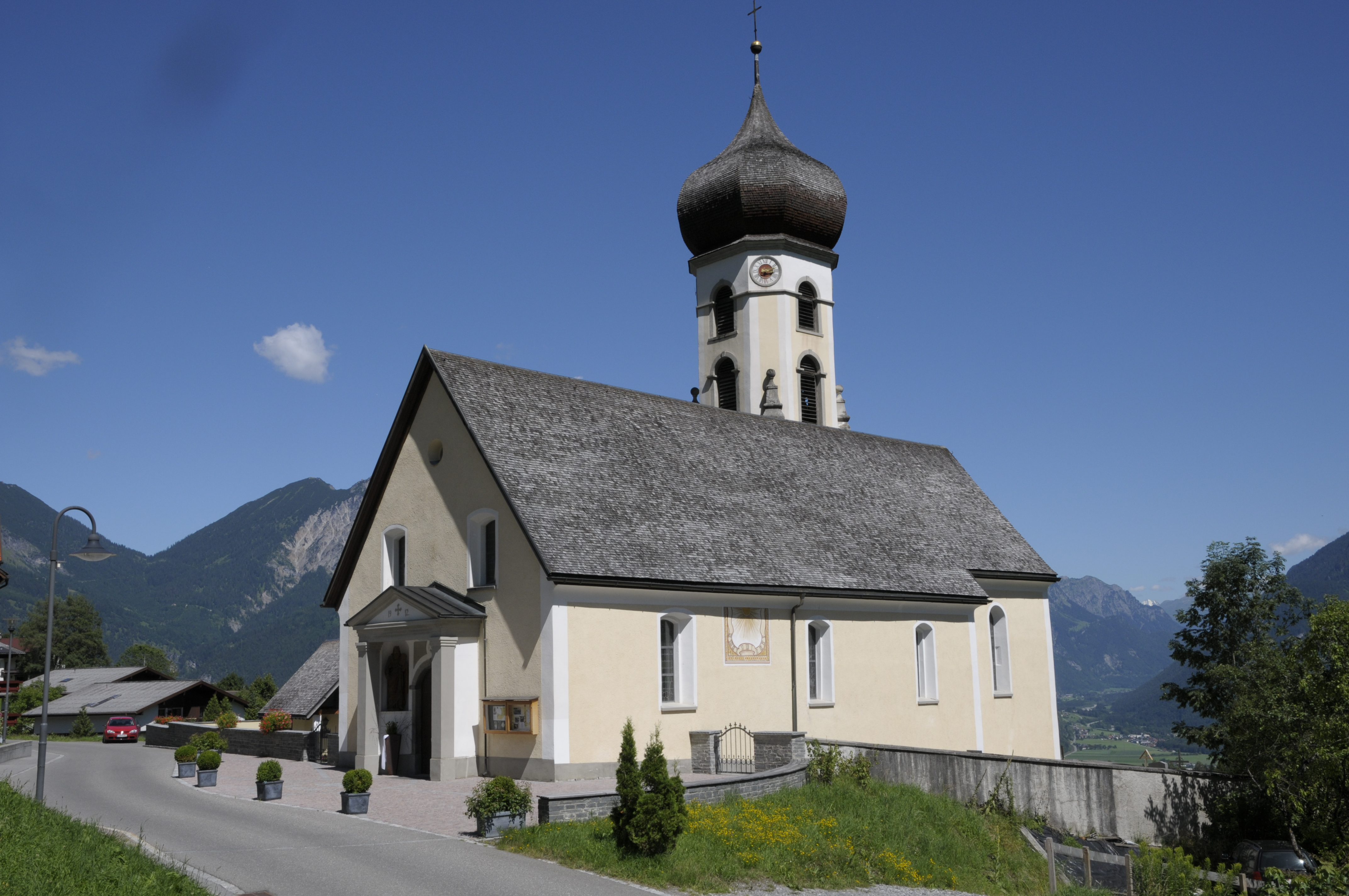
Katholische Pfarrkirche hl. Josef im Dorf Matin

Die römisch-katholische Pfarrkirche Bürserberg steht westlich über dem vom Schesabach ausgeschürften Einschnitt im Ortsteil Matin in der Gemeinde Bürserberg im Bezirk Bludenz in Vorarlberg. Ihre Höhenlage beträgt 871 m. ü. A. Die Pfarrkirche hl. Josef gehört zum Dekanat Bludenz-Sonnenberg in der Diözese Feldkirch. Die Kirche und der Friedhof stehen unter Denkmalschutz.

## Geschichte
1719 bestand eine Lokalkaplanei. Eine Kapelle wurde nach einer Erweiterung 1730 geweiht. 1736 erfolgte die Loslösung von Bürs und die Kirche wurde zur Pfarrkirche erhoben. 1781 wurde der Chor erweitert. 1837 wurde der Friedhof vergrößert. 1890 wurde das Langhaus verlängert. 1903 wurde der Turm erhöht. Restaurierungen gab es 1956, 1967 und 1975. In den Jahren 2016/17 fand eine umfangreiche, über 1 Million Euro kostende Gesamtsanierung statt.

## Architektur
Der barocke Kirchenbau hat ein Langhaus mit einem eingezogenen Chor unter einem gemeinsamen Satteldach und einen Nordturm. Die Kirche – außen ohne plastische Gliederung – hat Rundbogenfenster und in der Giebelfront zwei Flachbogenfenster. Das Rundbogenportal mit einer Steinrahmung zeigt das Datum 1890. Die Portalvorhalle zeigt die Jahreszahl 1912 und hat zwei Nischen mit den Figuren von Moses und Abraham. Der im Norden an den Chor angebaute Kirchturm hat eine achteckige Glockenstube mit zwei übereinandergesetzten Rundbogenschallöffnungen und eine Zwiebelhaube. Nördlich am Chor besteht ein zweigeschoßiger Sakristeianbau.
Das vierjochige Langhaus hat Stichkappengewölbe auf Wandpfeilern. Im Zubau von 1890 ist eine tiefe Empore eingebaut. Der rundbogige Chorbogen auf Wandpfeilern ist eingezogen. Der eingezogene einjochige Chor mit einem Dreiachtelschluss hat ein Stichkappengewölbe auf Wandpfeilern.
Die Fresken wurden von Anton Marte im Jahr 1907 gemalt. Sie zeigen im Chor Christus und zwei Engel, im Langhaus die Rosenkranzmadonna in Puttenreigen nach einer Vorlage von Melchior Paul von Deschwanden, im Langhaus die Krönung Mariens mit musizierenden Engeln und an der Unterseite der Empore Moses. Das Wandgemälde an der linken Chorwand mit der Anbetung der Könige stammt auch von Anton Marte (1907).
Die Glasgemälde aus dem 19. Jahrhundert zeigen im Chor links Paulus und rechts Petrus, im Langhaus sind die Evangelisten zu sehen, links Markus und Lukas und rechts Johannes und Matthäus.

## Ausstattung
Den Hochaltar baute Josef Vonier (1779) mit einem Viersäulenaufbau auf einem geschwungenen Grundriss mit einem Volutenauszug. Der Hochaltar trägt mittig die Nischenfigur Josef aus dem 19. Jahrhundert und die Seitenfiguren links Bischof und rechts Ulrich (um 1740). Den Tabernakel mit einem Standkreuz schuf Josef Klemens Witwer (um 1779).
Orgel

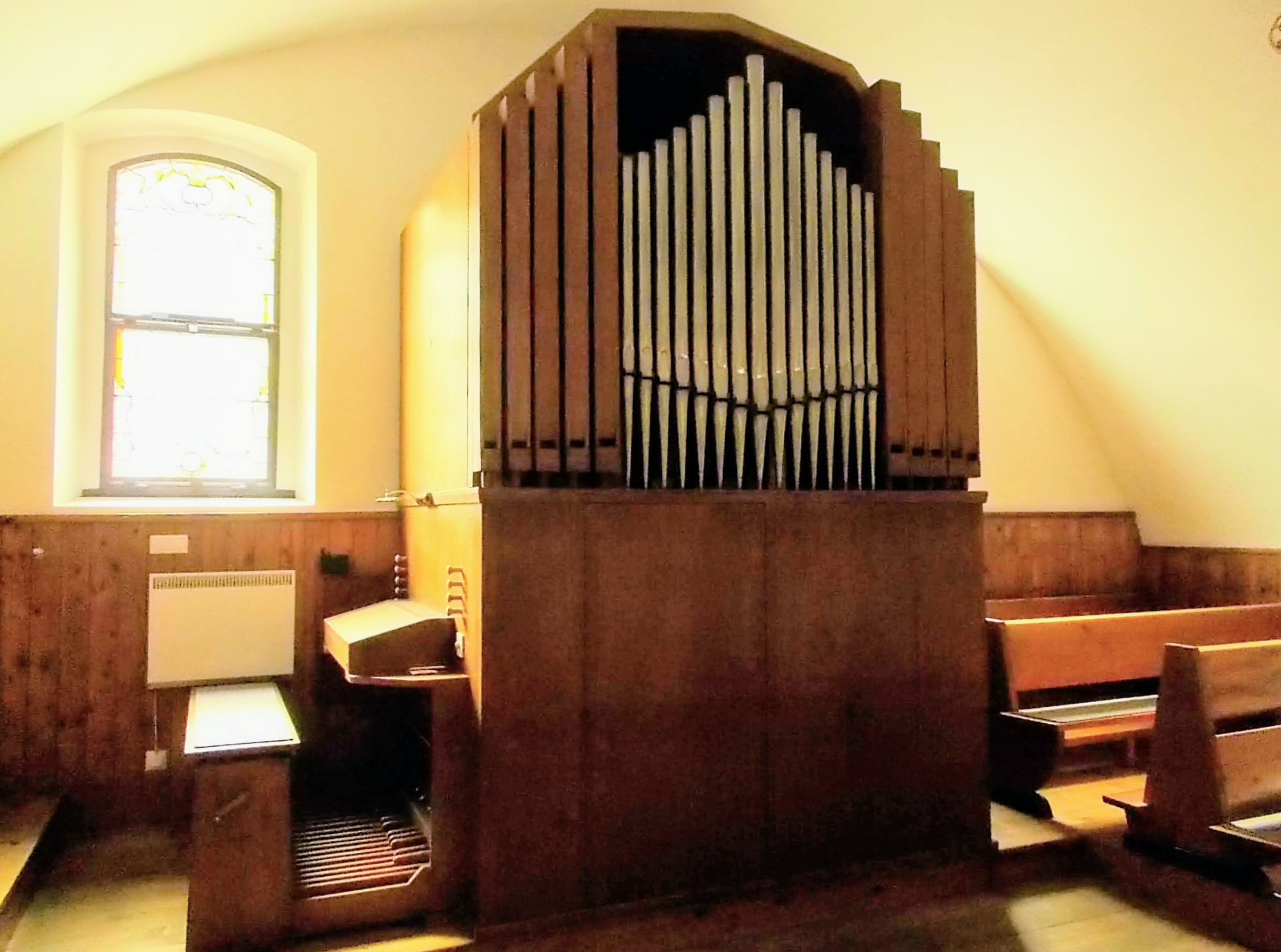
Walcker-Orgel von 1960

Die Orgelbaufirma Walcker-Mayer baute die Orgel 1960 als Opus 4029.
Ihre Disposition lautet:
- I. Manual: Rohrflöte 8′, Prinzipal 4′, Schwiegel 2′, Mixtur 3-4 fach
- II. Manual: Singend Gedeckt′ 8, Nachthorn 4′, Prinzipal 2′, Terzian II
- Pedal: Subbaß 16′, Gedecktbaß 8′

Drei Normalkoppeln als Fußtritte
Glocken
Die vier Stahlglocken im Kirchturm mit der Schlagtonfolge c' – e' – g' – a' wurden 1922 von der Gießerei Gebrüder Böhler, Kapfenberg gegossen.